# Johan Jacob Waldau
Johan Jacob Waldau, född 1671 i Stockholm, död 1743, var en svensk amiralitetsbildhuggare.
Han var son till Georg Waldau och Catharina Gröning (senare omgift med Henrik Schütz). Waldau är nämnd som bildhuggargesäll i Stockholm 1697 och han efterträdde sin styvfar Schütz som galjonsbildhuggare vid varvet i Karlskrona 1701. Åren fram till 1709 var han fullt sysselsatt med att producera utsmyckningar för de svenska fartygen vid varvet men därefter minskade flottans nyproduktion och perioden 1710–1720 levde han under knappa ekonomiska förhållanden eftersom han avlönades styckevis för utfört arbete samt med en årlig lön om 200 daler silvermynt, detta kan jämföras med hans lön de första åren han arbetade vid varvet och kvitterade ut 1700 daler silvermynt. Han utförde bland annat ornamenten och galjonsbilden till tredäckaren Drottning Ulrika Eleonora som sjösattes 1719. Inga delar av fartyget finns bevarat men på en äldre oljemålning som finns på Sjöhistoriska museet kan man tydligt se galjonsbilden som föreställer ett lejon med krona på huvudet. Man antar att det var omkring 16 fot långt och omkring sex fot brett. Akterspegeln var prydd med fem fribilder och palmkvistar med lövverk. Amiralen Klas Sparre gillade inte de tjocka och vanskapta bilderna på akterskeppet utan uppmanade Waldau att studera de engelska skeppen och deras ornamentering. Men när 1600-talsskeppet Västmanland byggdes om 1728 fick han bästa lovord av skeppsbyggmästarna Charles Sheldon och Vilhelm Smitt. Bland hans arbeten utanför flottans verksamhet vet man att han för 400 daler silvermynt ornamenterade riksrådet Arvid Horns privata jakt samt en nu försvunnen altartavla till Listerby kyrka i Blekinge.